# 20491 Ericstrege
20491 Ericstrege è un asteroide della fascia principale. Scoperto nel 1999, presenta un'orbita caratterizzata da un semiasse maggiore pari a 2,3178232 UA e da un'eccentricità di 0,0726452, inclinata di 6,33037° rispetto all'eclittica.